# Семейные узы (телесериал, США)
«Семейные узы» (англ. Family Ties) — американский ситком, выходивший на канале NBC с 1982 по 1989 года. Сериал отражает процесс перехода либерализма 1960-х и 1970-х к консерватизму 1980-х в США. В основном, это было показано через взаимоотношения молодого республиканца Алекса П. Китона и его бывших хиппи-родителей, Элис и Стивена Китона. Сериал выиграл несколько наград, три «Эмми» из которых достались Майклу Джей Фоксу за выдающееся исполнение роли Алекса.

## Сюжет
Действие сериала происходит в ранний период правления президента Рейгана. Элис и Стивен Китоны — типичные бейби-бумеры, либералы и бывшие хиппи, воспитывают троих детей: Алекса, Мэллори и Дженнифер в пригороде под названием Коламбус, штат Огайо. Со свадьбы в 1964 году прошло много времени: теперь Элис — архитектор-фрилансер, Стивен — руководитель на местной телестанции. Позже у пары рождается четвёртый ребёнок — сын Эндрю.
В эпизоде «Рождественская история» (англ. A Christmas Story) зрители узнают, что огромное влияние на Китонов оказал Джон Ф. Кеннеди, также они были членами Корпуса мира. Алекс родился в 1965 году в Африке. Мэллори родилась, когда оба родителя учились в калифорнийском университете Беркли в 1967, а Дженнифер в ночь, когда Никсона избрали на второй срок в 1972 году.
Большинство шуток шоу сфокусировано на культурном расколе в 1980-х годах, когда молодёжь начала отрицать культуру 1960-х и формировать консервативное направление в политике. Как Алекс, так и Мэллори являются ярыми сторонниками Рейганомики и проявляют себя как сторонники консерватизма: Алекс — молодой республиканец, а Мэллори представляет более современную женщину со взглядами реалистки в противовес её матери-феминистке. Мэллори также показана девушкой-растяпой без чётких жизненных взглядов. Между тем, младшая дочь Дженнифер — поддерживает родителей и просто хочет быть обычным ребёнком. Вскоре у Элис и Стивена рождается четвёртый ребёнок, сын Эндрю, которого воспитывают как типичного консерватора.

## В ролях

### Основной состав
- Мередит Бакстер-Бирни — Элис Китон
- Майкл Гросс — Стивен Китон
- Майкл Джей Фокс — Алекс П. Китон
- Жюстин Бэйтман — Мэллори Китон
- Тина Йотерс — Дженнифер Китон
- Брайан Бонсалл — Эндрю Китон (сезоны 5-7)
  - Близнецы Гарретт и Тайлер Мерриманы сыграли Эндрю в младенчестве

Первоначально планировалось, что Элис и Стивен станут главными героями , однако зрителям так понравился персонаж Алекса, что он стал центральным в шоу. Фокс получил роль после того, как актёр Мэттью Бродерик отказался от неё. Интересно, что Мередит Бакстер снималась с отцом Мэттью, Джеймсом Бродериком в другом культовом шоу «Семья».

### Второстепенные персонажи
Персонажи и исполнители, появившиеся в двух и более эпизодах:
- Марк Прайс — Ирвин «Скиппи» Хэнделман, чудаковатый сосед-подросток, один из лучших друзей Алекса, влюблённый в Мэллори.
- Том Хэнкс (сезоны 1-2) — Нед, проблемный младший брат-алкоголик Элис[3].
- Дафна Зунига (сезон 2) — Рейчел Миллер, девушка Алекса, которой он проиграл возможность читать выпускную речь.
- Джина Дэвис (сезон 3) — Карен, ничего не умеющая, но обаятельная домработница, которую Китоны наняли, когда Элис была беременна Эндрю.
- Скотт Валентайн (сезоны 4-7) — Ник Мур, парень Мэллори а-ля Сильвестр Сталлоне
- Трейси Поллан (сезон 4) — Эллин Рид, сильная и независимая девушка Алекса. Позже Майкл Джей Фокс женился на актрисе.
- Кортни Кокс (сезоны 6-7) — Лорен Миллер, девушка Алекса.

### Приглашённые звёзды
Несколько известных актёров появились в гостевых ролях в шоу на заре своей карьеры:
- Джудит Лайт (сезон 2) — Стейси Хьюз, секретарь Стивена, пытавшаяся соблазнить его.
- Криспин Гловер (сезон 2) — Даг, друг Алекса. Позже Гловер и Фокс сыграют отца и сына в культовой комедии «Назад в будущее».
- Дик Сарджент (сезон 3) — Чарли, отец Элис.
- Ривер Феникс — Юджин Форбз, мальчик-гений, влюблённый в Дженнифер.
- Рейн Феникс, сестра Ривера, также снялась в нескольких эпизодах шоу в качестве подружки Дженнифер.
- Джулия Луи-Дрейфус сыграла роль адвоката в эпизоде «Read It & Weep», в котором книгу Дженнифер запретили. Позже актриса снимется в сериале «День за днём», спин-оффе «Семейных уз», в котором выяснится, что отце семейства Брайан Харпер (в исполнении Дугласа Шиана) был соседом по комнате Стивена Китона в колледже. Всего было снято 33 эпизода шоу.
- Уил Уитон сыграл мальчика, в которого влюбилась Дженнифер.
- Кори Фельдман сыграл одноклассника Дженнифер, номинанта на премию «Лучший студент» в эпизоде «The Disciple».
- Джефф Коэн сыграл двух разных персонажей — Марва-Младшего в серии «The Visit» и Дугласа Бейкера в эпизоде «4 Rms Ocn Vu».
- Кристина Эпплгейт сыграла Китти в эпизоде «Band On The Run»[5].
- Стивен Болдуин сыграл члена группы-терапии Алекса.
- Дэниел Болдуин сыграл рекрута, который унижал Скиппи.
- Джозеф Гордон-Левитт воплотил образ Даги, друга Эндрю в эпизодах «Sign Of The Times» и «Father Can You Spare Me A Dime».
- Джейн Адамс появилась в роли Марти Броади в эпизодах «They Can’t Take That Away from Me: Parts 1 & 2».
- Джеймс Кромвелл сыграл Джона Хэнкока в эпизоде «Philadelphia Story».
- Джон Рендольф сыграл Джейкоба Китона, отца Стивена в эпизоде «I Never Killed For My Father». В эпизоде «Remembrance Of Things Past Parts 1 & 2» выясняется, что он погиб.
- Тимоти Басфилд сыграл Дага в двух эпизодах («Best Man» и «Little Man On Campus») и Мэтта в юности в эпизоде «My Back Pages».

## Музыкальная тема
Главную тему — песню «Without Us» — написали Джефф Барри и Том Скотт в 1982 году. В первых 10-ти эпизодах песню исполнили Дэннис Тафано и Минди Стерлинг, а в остальных эпизодах — Дэнис Уилльямс и Джонни Мэтис.

## Релиз

### Рейтинги
- Сезон 1 (1982—1983): за пределами «топ-30»[6]
- Сезон 2 (1983—1984): #43[7]
- Сезон 3 (1984—1985): #5 — 18 847 800 зрителей[8]
- Сезон 4 (1985—1986): #2 — 25 770 000 зрителей[9]
- Сезон 5 (1986—1987): #2 — 28 579 800 зрителей[10]
- Сезон 6 (1987—1988): #17 — 15 327 800 зрителей[11]
- Сезон 7 (1988—1989): #36[12]

### Повторы
Канал NBC показывал повторы шоу по утрам выходных с декабря 1985 по январь 1987. В данный момент шоу транслируется в США на каналах The Hub и gmc. Также повторы выходили на каналах FamilyNet, WGN America, TBS, YTV, Nick at Nite, TV Land и Hallmark.
В Канаде сериал транслировался на канале CTS с 6 сентября 2010 года. 15 мая 2011 Netflix запустил стрим-вещание сериала.

### Награды
Эмми:
- 1986: «Outstanding Lead Actor In A Comedy Series» (Майкл Джей Фокс)
- 1987: «Outstanding Lead Actor In A Comedy Series» (Майкл Джей Фокс);
- 1987: «Outstanding Writing In A Comedy Series»
- 1987: «Outstanding Technical Direction»
- 1988: «Outstanding Lead Actor In A Comedy Series» (Майкл Джей Фокс)

Золотой глобус:
- 1989: «Best Performance By An Actor In A TV-Series» (Майкл Джей Фокс)

Премия TV Land:
- 2011: «Fan Favorite»

### Выход на DVD
Компания «CBS DVD» (подразделение «Paramount») выпустила первые пять сезонов сериала на DVD в первом регионе. На каждом издании была заменена большая часть музыки, так как в силу вступил новый закон об авторском праве. В качестве дополнительных материалов были изданы неудачные дубли и промо к эпизодам шоу. Издание второго сезона содержит интервью с Майклом Гроссом, Майклом Джей Фоксом и другими актёрами. Четвёртый сезон содержал телевизионный фильм «Семейные узы: Каникулы в Лондоне» (англ. Family Ties Vacation).
Также «Paramount» выпустил первые три сезона в четвёртом регионе. Выпуск шестого и седьмого сезонов ещё предстоит.
| Название                  | Кол-во эпизодов | Дата выпуска    | Дата выпуска    |
| Название                  | Кол-во эпизодов | Регион 1        | Регион 4        |
| ------------------------- | --------------- | --------------- | --------------- |
| The Complete First Season | 22              | 20 февраля 2007 | 9 апреля 2008   |
| The Second Season         | 22              | 9 октября 2007  | 4 сентября 2008 |
| The Third Season          | 24              | 12 февраля 2008 | 2 апреля 2009   |
| The Fourth Season         | 24              | 5 августа 2008  | TBA             |
| The Fifth Season          | 30              | 10 марта 2009   | TBA             |
| The Sixth Season          | 26              | 9 апреля 2013   | TBA             |
| The Seventh Season        | 26              | 13 августа 2013 | TBA             |
| The Complete Series       | TBA             | 12 ноября 2013  | TBA             |